# Only a Matter of Time
"Only a Matter of Time" osma je pjesma s albuma When Dream and Day Unite (izdan 1989. godine) američkog progresivnog metal sastava Dream Theater. Osim na studijskom izdanju pjesma se još nalazi na uživo izdanju Live at Budokan. Tekst pjesme napisao je Kevin Moore.

## Izvođači
- Charlie Dominici – vokali
- John Petrucci – električna gitara
- John Myung – bas-gitara
- Mike Portnoy – bubnjevi
- Kevin Moore – klavijature